# Karate-Weltmeisterschaften 2010
Die 20. Karate-Weltmeisterschaften fanden vom 27. bis 31. Oktober 2010 in der Belgrad-Arena in Belgrad, Serbien statt.

## Medaillen

### Männer
| Disziplin         | Gold                    | Silber              | Bronze                  |
| ----------------- | ----------------------- | ------------------- | ----------------------- |
| Kata Herren       | Antonio Díaz            | Luca Valdesi        | Itaru Oki               |
| Kata Herren       | Antonio Díaz            | Luca Valdesi        | Akio Tamashiro          |
| Kata Team         | Italien                 | Japan               | Peru                    |
| Kata Team         | Italien                 | Japan               | Spanien                 |
| Kumite bis 60 kg  | Douglas Brose           | Michele Giullani    | Matías Gómez            |
| Kumite bis 60 kg  | Douglas Brose           | Michele Giullani    | Kalvis Kalniņš          |
| Kumite bis 67 kg  | Dimitrios Triantafyllis | Hamed Ziksari       | Ádám Kovács             |
| Kumite bis 67 kg  | Dimitrios Triantafyllis | Hamed Ziksari       | Shinji Nagaki           |
| Kumite bis 75 kg  | Rəfael Ağayev           | Luigi Busà          | Nermin Potur            |
| Kumite bis 75 kg  | Rəfael Ağayev           | Luigi Busà          | Miloš Jovanović         |
| Kumite bis 84 kg  | Slobodan Bitević        | Yavuz Karamollaoğlu | Ludovic Cacheux         |
| Kumite bis 84 kg  | Slobodan Bitević        | Yavuz Karamollaoğlu | Islamutdin Eldaruchev   |
| Kumite über 84 kg | Dejan Umičević          | Mohanad Magdy       | Shahin Atamov           |
| Kumite über 84 kg | Dejan Umičević          | Mohanad Magdy       | Žarko Arsovski          |
| Team              | Serbien                 | Aserbaidschan       | Bosnien und Herzegowina |
| Team              | Serbien                 | Aserbaidschan       | Ägypten                 |

### Damen
| Event             | Gold           | Silber             | Bronze             |
| ----------------- | -------------- | ------------------ | ------------------ |
| Kata Damen        | Yohana Sánchez | Nguyễn Hoàng Ngân  | Rika Usami         |
| Kata Damen        | Yohana Sánchez | Nguyễn Hoàng Ngân  | Mirna Šenjug       |
| Kata Team         | Japan          | Vietnam            | Spanien            |
| Kata Team         | Japan          | Vietnam            | Italien            |
| Kumite bis 50 kg  | Li Hong        | Betty Aquilina     | Cheklli González   |
| Kumite bis 50 kg  | Li Hong        | Betty Aquilina     | Tyler Wolfe        |
| Kumite bis 55 kg  | Miki Kobayashi | Sara Cardin        | Jelena Kovačević   |
| Kumite bis 55 kg  | Miki Kobayashi | Sara Cardin        | Shannon Nishi      |
| Kumite bis 61 kg  | Kristina Mah   | Lolita Dona        | Natalie Williams   |
| Kumite bis 61 kg  | Kristina Mah   | Lolita Dona        | Diana Schwab       |
| Kumite bis 68 kg  | Yadira Lira    | Asumi Ishizuka     | Irene Colomar      |
| Kumite bis 68 kg  | Yadira Lira    | Asumi Ishizuka     | Hafsa Şeyda Burucu |
| Kumite über 68 kg | Greta Vitelli  | Nadège Ait-Ibrahim | Merima Softić      |
| Kumite über 68 kg | Greta Vitelli  | Nadège Ait-Ibrahim | Tang Lingling      |
| Team              | Frankreich     | Spanien            | Kroatien           |
| Team              | Frankreich     | Spanien            | Vereinigte Staaten |

## Medaillenspiegel
| Rang  | Land                    | Gold | Silber | Bronze | Gesamt |
| ----- | ----------------------- | ---- | ------ | ------ | ------ |
| 1     | Serbien                 | 3    | 0      | 1      | 4      |
| 2     | Italien                 | 2    | 4      | 1      | 7      |
| 3     | Japan                   | 2    | 2      | 3      | 7      |
| 4     | Venezuela               | 2    | 0      | 0      | 2      |
| 5     | Frankreich              | 1    | 3      | 1      | 5      |
| 6     | Aserbaidschan           | 1    | 1      | 1      | 3      |
| 7     | Volksrepublik China     | 1    | 0      | 1      | 2      |
| 8     | Australien              | 1    | 0      | 0      | 1      |
| 8     | Brasilien               | 1    | 0      | 0      | 1      |
| 8     | Griechenland            | 1    | 0      | 0      | 1      |
| 8     | Mexiko                  | 1    | 0      | 0      | 1      |
| 12    | Vietnam                 | 0    | 2      | 0      | 2      |
| 13    | Spanien                 | 0    | 1      | 4      | 5      |
| 14    | Ägypten                 | 0    | 1      | 1      | 2      |
| 14    | Türkei                  | 0    | 1      | 1      | 2      |
| 16    | Iran                    | 0    | 1      | 0      | 1      |
| 17    | Bosnien und Herzegowina | 0    | 0      | 3      | 3      |
| 17    | Kroatien                | 0    | 0      | 3      | 3      |
| 17    | Vereinigte Staaten      | 0    | 0      | 3      | 3      |
| 20    | Peru                    | 0    | 0      | 2      | 2      |
| 21    | England                 | 0    | 0      | 1      | 1      |
| 21    | Guatemala               | 0    | 0      | 1      | 1      |
| 21    | Ungarn                  | 0    | 0      | 1      | 1      |
| 21    | Lettland                | 0    | 0      | 1      | 1      |
| 21    | Nordmazedonien          | 0    | 0      | 1      | 1      |
| 21    | Russland                | 0    | 0      | 1      | 1      |
| 21    | Schweiz                 | 0    | 0      | 1      | 1      |
| Total | Total                   | 16   | 16     | 32     | 64     |